# Batsère
Batsère  est une commune française située dans le centre du département des Hautes-Pyrénées, en région Occitanie. Sur le plan historique et culturel, la commune est dans la région des Baronnies, dont le nom est issu d’une légende selon laquelle quatre seigneurs du Moyen Âge avaient pour habitude de festoyer ensemble aux sources de l’Arros, chacun d’eux gardant un pied sur sa terre et l’autre sur celle du voisin.
Exposée à un climat océanique altéré, elle est drainée par l'Arros et par deux autres cours d'eau. La commune possède un patrimoine naturel remarquable composé de deux zones naturelles d'intérêt écologique, faunistique et floristique.
Batsère est une commune rurale qui compte 36 habitants en 2022, après avoir connu un pic de population de 179 habitants en 1872. Ses habitants sont appelés les Batsérois ou  Batséroises.

## Géographie

### Localisation
La commune de Batsère se trouve dans le département des Hautes-Pyrénées, en région Occitanie.
Elle se situe à 26 km à vol d'oiseau de Tarbes, préfecture du département, à 11 km de Bagnères-de-Bigorre, sous-préfecture, et à 14 km de Tournay, bureau centralisateur du canton de la Vallée de l'Arros et des Baïses dont dépend la commune depuis 2015 pour les élections départementales.
La commune fait en outre partie du bassin de vie de Lannemezan.
Les communes les plus proches sont : 
Espèche (0,5 km), Sarlabous (1,8 km), Lomné (2,1 km), Escots (2,5 km), Bulan (2,6 km), Tilhouse (3,2 km), Laborde (3,3 km), Asque (3,4 km).
Sur le plan historique et culturel, Batsère fait partie de la région des Baronnies, dont le nom est issu d’une légende selon laquelle quatre seigneurs du Moyen Âge (les barrons d’Esparros et de Lomné, le vicomte d’Asté et le sire d’Uzer) avaient pour habitude de festoyer ensemble aux sources de l’Arros, chacun d’eux gardant un pied sur sa terre et l’autre sur celle du voisin.
Batsère est limitrophe de six autres communes dont Avezac-Prat-Lahitte au nord-est par un simple quadripoint, au Pé de Gutor et limitrophe avec Lomné au sud-est par un autre quadripoint.
|        | Sarlabous | Avezac-Prat-Lahitte (par un quadripoint) |
| Escots | Batsère   | Espèche                                  |
|        | Bulan     | Lomné (par un quadripoint)               |

### Hydrographie
La commune est dans le bassin de l'Adour, au sein du bassin hydrographique Adour-Garonne. Elle est drainée par l'Arros, le ruisseau Merlassa et par un petit cours d'eau, constituant un réseau hydrographique de 3 km de longueur totale,.
L'Arros, d'une longueur totale de 130,8 km, prend sa source dans la commune d'Esparros et s'écoule du sud vers le nord. Il traverse la commune et se jette dans l'Adour à Izotges, après avoir traversé 54 communes.

### Climat
Le climat qui caractérise la commune est qualifié, en 2010, de « climat océanique altéré », selon la typologie des climats de la France qui compte alors huit grands types de climats en métropole. En 2020, la commune ressort du même type de climat dans la classification établie par Météo-France, qui ne compte désormais, en première approche, que cinq grands types de climats en métropole. Il s’agit d’une zone de transition entre le climat océanique et les climats de montagne et le climat semi-continental. Les écarts de température entre hiver et été augmentent avec l'éloignement de la mer. La pluviométrie est plus faible qu'en bord de mer, sauf aux abords des reliefs.
Les paramètres climatiques qui ont permis d’établir la typologie de 2010 comportent six variables pour les températures et huit pour les précipitations, dont les valeurs correspondent à la normale 1971-2000. Les sept principales variables caractérisant la commune sont présentées dans l'encadré ci-après.
| Paramètres climatiques communaux sur la période 1971-2000 - Moyenne annuelle de température : 12,1 °C - Nombre de jours avec une température inférieure à −5 °C : 3,1 j - Nombre de jours avec une température supérieure à 30 °C : 5,6 j - Amplitude thermique annuelle : 14,5 °C - Cumuls annuels de précipitation : 1 102 mm - Nombre de jours de précipitation en janvier : 10,5 j - Nombre de jours de précipitation en juillet : 7,8 j |

Avec le changement climatique, ces variables ont évolué. Une étude réalisée en 2014 par la Direction générale de l'Énergie et du Climat complétée par des études régionales prévoit en effet que la  température moyenne devrait croître et la pluviométrie moyenne baisser, avec toutefois de fortes variations régionales. Ces changements peuvent être constatés sur la station météorologique de Météo-France la plus proche, « Artigues », sur la commune de Campan, mise en service en 1959 et qui se trouve à 10 km à vol d'oiseau,, où la température moyenne annuelle est de 7,7 °C et la hauteur de précipitations de 1 220,8 mm pour la période 1981-2010.
Sur la station météorologique historique la plus proche, « Tarbes-Lourdes-Pyrénées », sur la commune d'Ossun, mise en service en 1946 et à 29 km, la température moyenne annuelle évolue de 12,2 °C pour la période 1971-2000, à 12,6 °C pour 1981-2010, puis à 12,9 °C pour 1991-2020.

### Milieux naturels et biodiversité
L’inventaire des zones naturelles d'intérêt écologique, faunistique et floristique (ZNIEFF) a pour objectif de réaliser une couverture des zones les plus intéressantes sur le plan écologique, essentiellement dans la perspective d’améliorer la connaissance du patrimoine naturel national et de fournir aux différents décideurs un outil d’aide à la prise en compte de l’environnement dans l’aménagement du territoire.
Une ZNIEFF de type 1 est recensée sur la commune :
le « réseau hydrographique des Baronnies » (390 ha), couvrant 35 communes du département et une ZNIEFF de type 2, : 
les « Baronnies » (20 367 ha), couvrant 43 communes du département.

## Urbanisme

### Typologie
Au 1er janvier 2024, Batsère est catégorisée commune rurale à habitat très dispersé, selon la nouvelle grille communale de densité à sept niveaux définie par l'Insee en 2022.
Elle est située hors unité urbaine et hors attraction des villes,.

### Occupation des sols
L'occupation des sols de la commune, telle qu'elle ressort de la base de données européenne d’occupation biophysique des sols Corine Land Cover (CLC), est marquée par l'importance des territoires agricoles (64,9 % en 2018), une proportion identique à celle de 1990 (64,9 %). La répartition détaillée en 2018 est la suivante : 
prairies (64,9 %), forêts (35,1 %).
L'IGN met par ailleurs à disposition un outil en ligne permettant de comparer l’évolution dans le temps de l’occupation des sols de la commune (ou de territoires à des échelles différentes). Plusieurs époques sont accessibles sous forme de cartes ou photos aériennes : la carte de Cassini (XVIIIe siècle), la carte d'état-major (1820-1866) et la période actuelle (1950 à aujourd'hui).

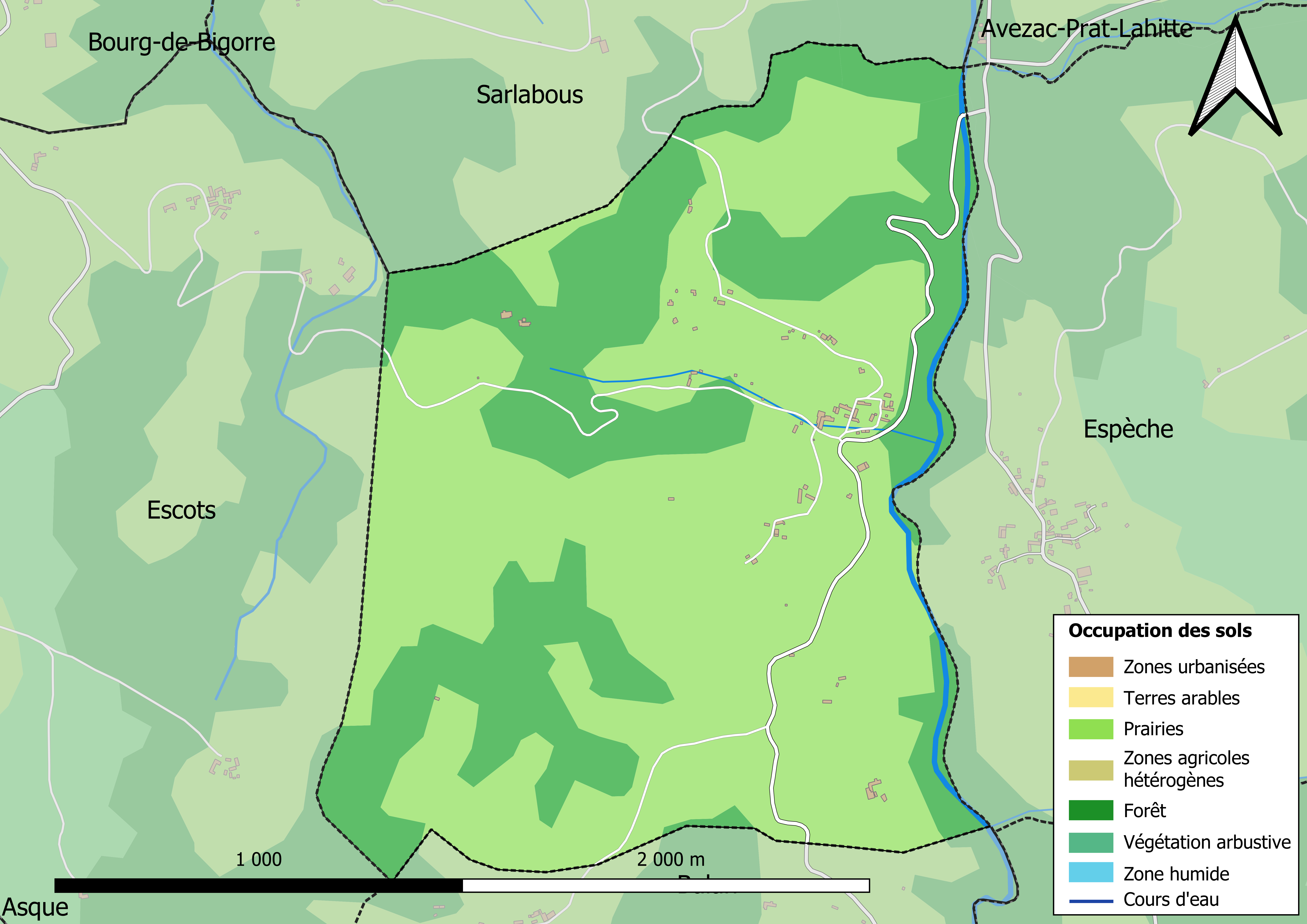
Carte des infrastructures et de l'occupation des sols en 2018 (CLC) de la commune.
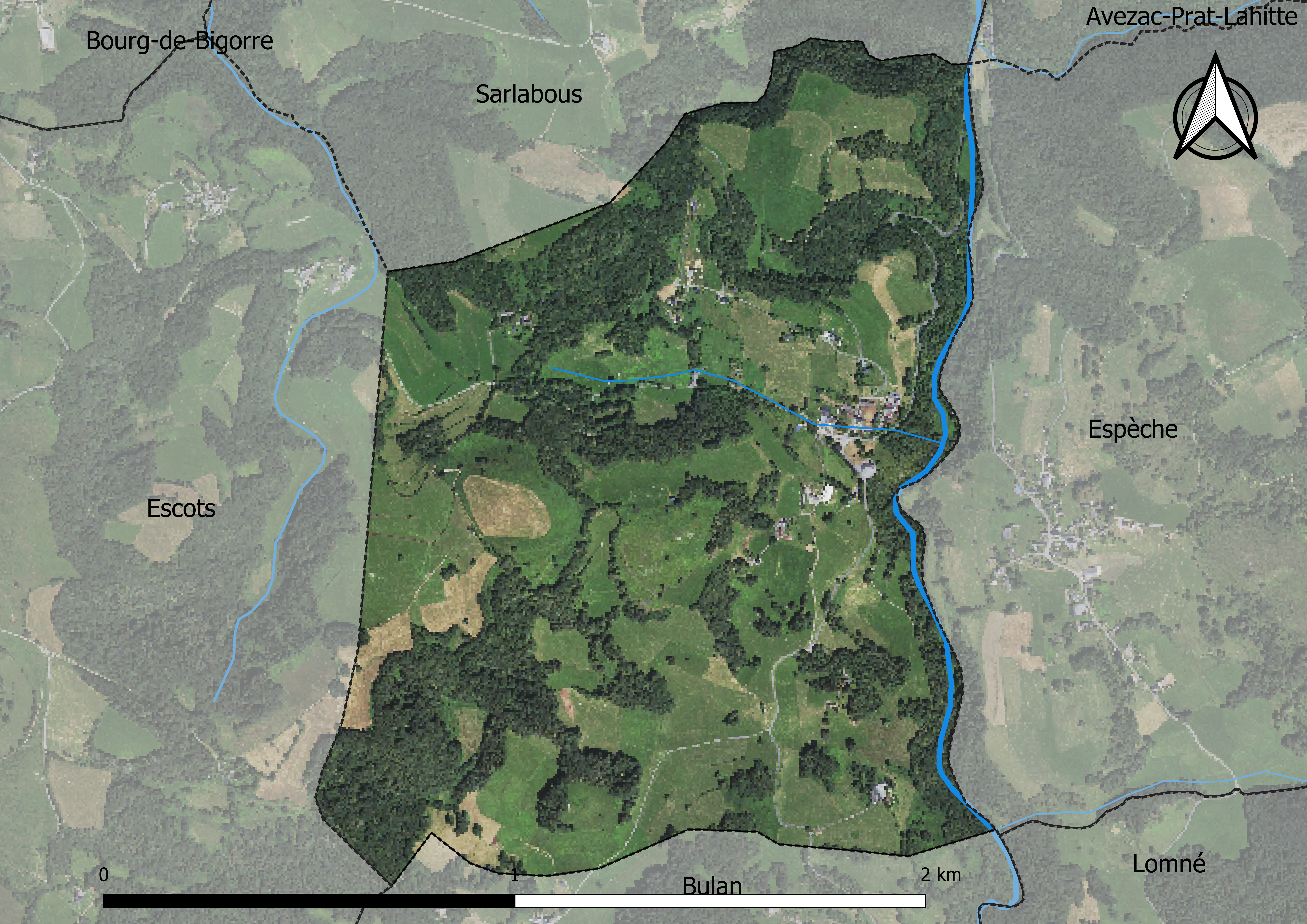
Carte orthophotogrammétrique de la commune.

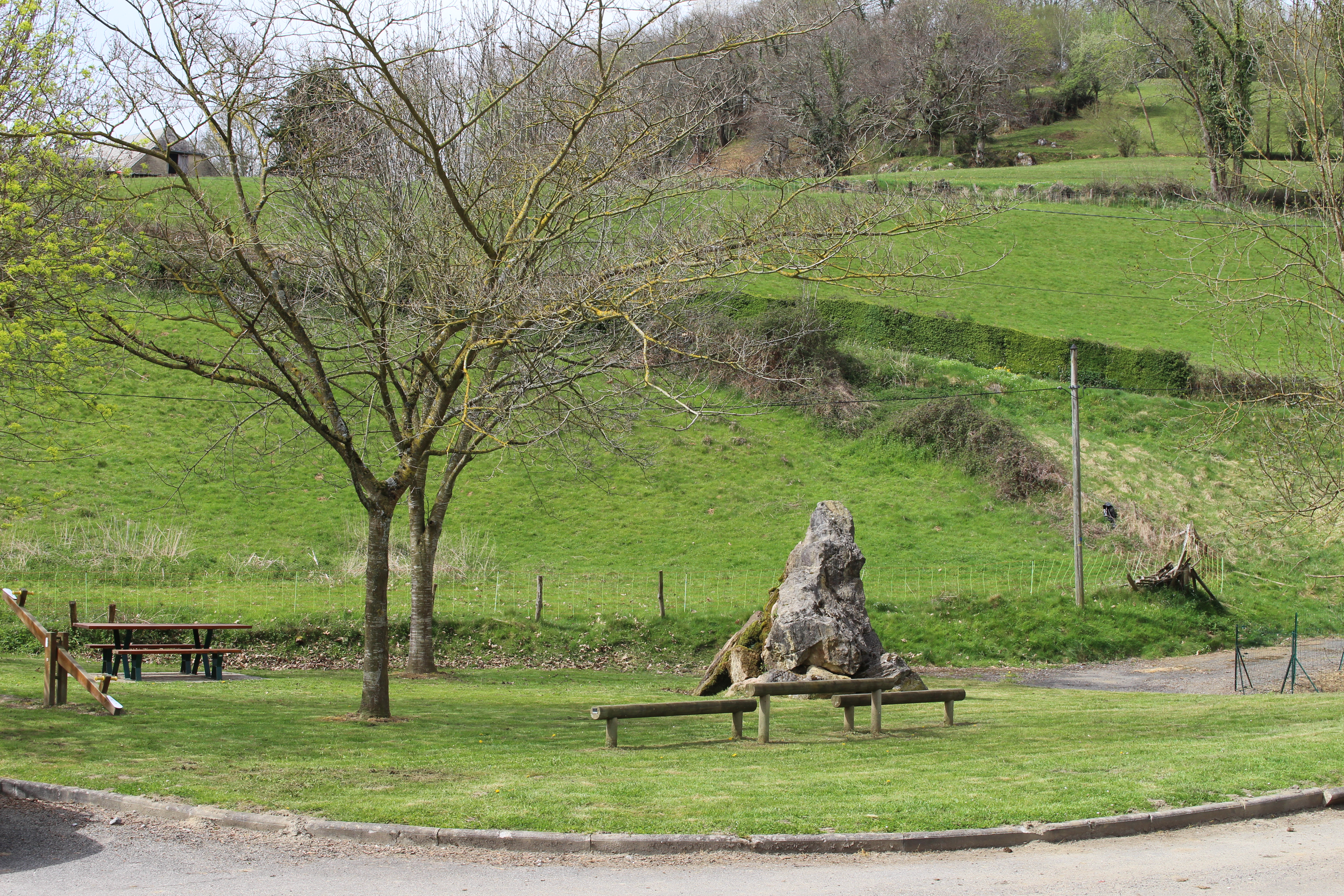
L'aire de pique-nique.

### Logement
En 2012, le nombre total de logements dans la commune est de 30.

Parmi ces logements, 63.6  % sont des résidences principales, 36.4  % des résidences secondaires et  0.0  % des logements vacants.

### Voies de communication et transports
Cette commune est desservie par la route départementale D 82.

### Risques majeurs
Le territoire de la commune de Batsère est vulnérable à différents aléas naturels : météorologiques (tempête, orage, neige, grand froid, canicule ou sécheresse), inondations, feux de forêts, mouvements de terrains et séisme (sismicité moyenne). Un site publié par le BRGM permet d'évaluer simplement et rapidement les risques d'un bien localisé soit par son adresse soit par le numéro de sa parcelle.
Certaines parties du territoire communal sont susceptibles d’être affectées par le risque d’inondation par débordement de cours d'eau, notamment l'Arros. La cartographie des zones inondables en ex-Midi-Pyrénées réalisée dans le cadre du XIe Contrat de plan État-région, visant à informer les citoyens et les décideurs sur le risque d’inondation, est accessible sur le site de la DREAL Occitanie. La commune a été reconnue en état de catastrophe naturelle au titre des dommages causés par les inondations et coulées de boue survenues en 1982, 1999 et 2009,.
Batsère est exposée au risque de feu de forêt. Un plan départemental de protection des forêts contre les incendies a été approuvé par arrêté préfectoral le 21 avril 2020 pour la période 2020-2029. Le précédent couvrait la période 2007-2017. L’emploi du feu est régi par deux types de réglementations. D’abord le code forestier et l’arrêté préfectoral du 27 octobre 2014, qui réglementent l’emploi du feu à moins de 200 m des espaces naturels combustibles sur l’ensemble du département. Ensuite celle établie dans le cadre de la lutte contre la pollution de l’air, qui interdit le brûlage des déchets verts des particuliers. L’écobuage est quant à lui réglementé dans le cadre de commissions locales d’écobuage (CLE)

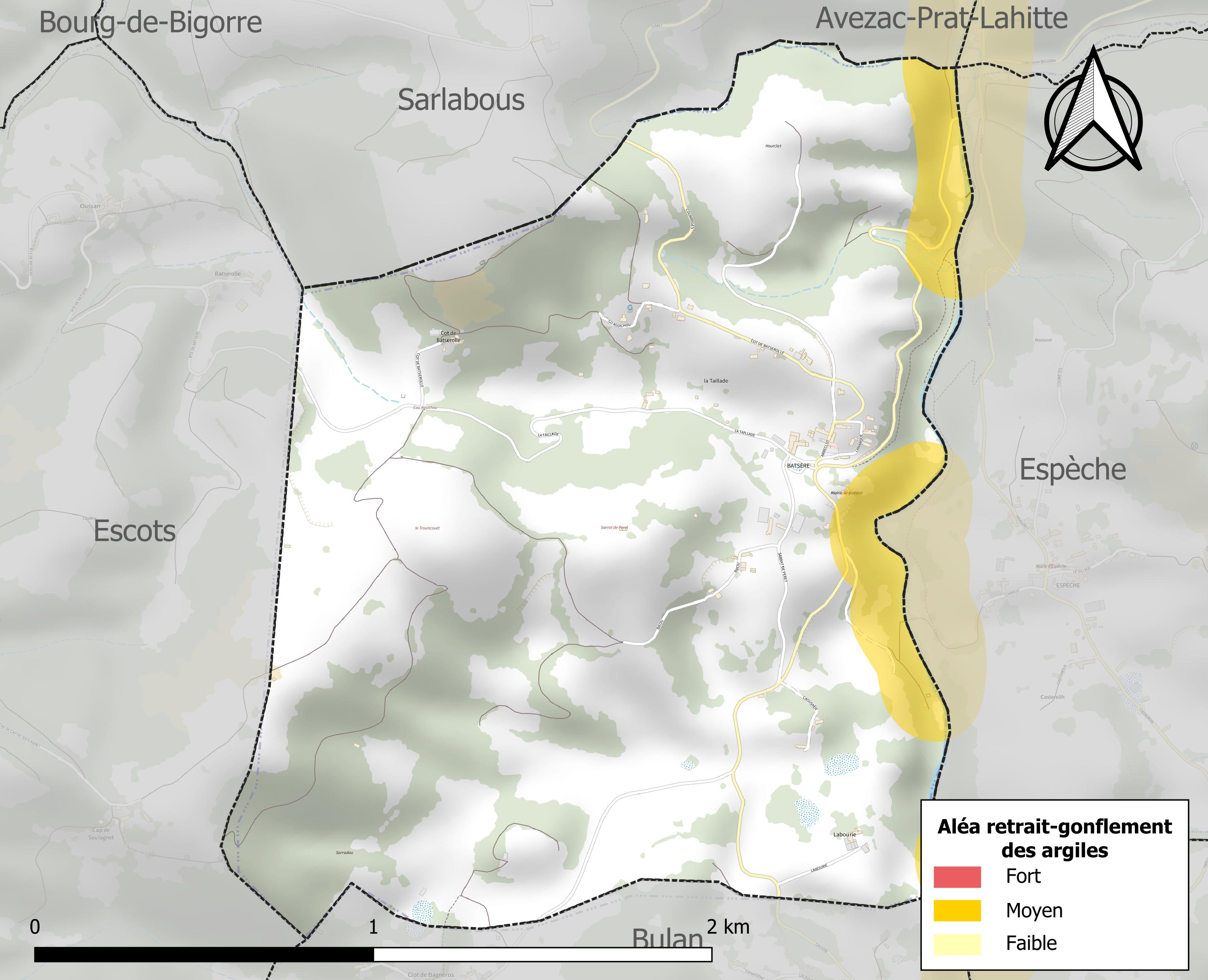
Carte des zones d'aléa retrait-gonflement des sols argileux de Batsère.

Les mouvements de terrains susceptibles de se produire sur la commune sont des tassements différentiels.
Le retrait-gonflement des sols argileux est susceptible d'engendrer des dommages importants aux bâtiments en cas d’alternance de périodes de sécheresse et de pluie. 6,5 % de la superficie communale est en aléa moyen ou fort (44,5 % au niveau départemental et 48,5 % au niveau national). Sur les 31 bâtiments dénombrés sur la commune en 2019, 0 sont en aléa moyen ou fort, soit 0 %, à comparer aux 75 % au niveau départemental et 54 % au niveau national. Une cartographie de l'exposition du territoire national au retrait gonflement des sols argileux est disponible sur le site du BRGM,.
Par ailleurs, afin de mieux appréhender le risque d’affaissement de terrain, l'inventaire national des cavités souterraines permet de localiser celles situées sur la commune.
Concernant les mouvements de terrains, la commune a été reconnue en état de catastrophe naturelle au titre des dommages causés par des mouvements de terrain en 1999.

## Toponymie

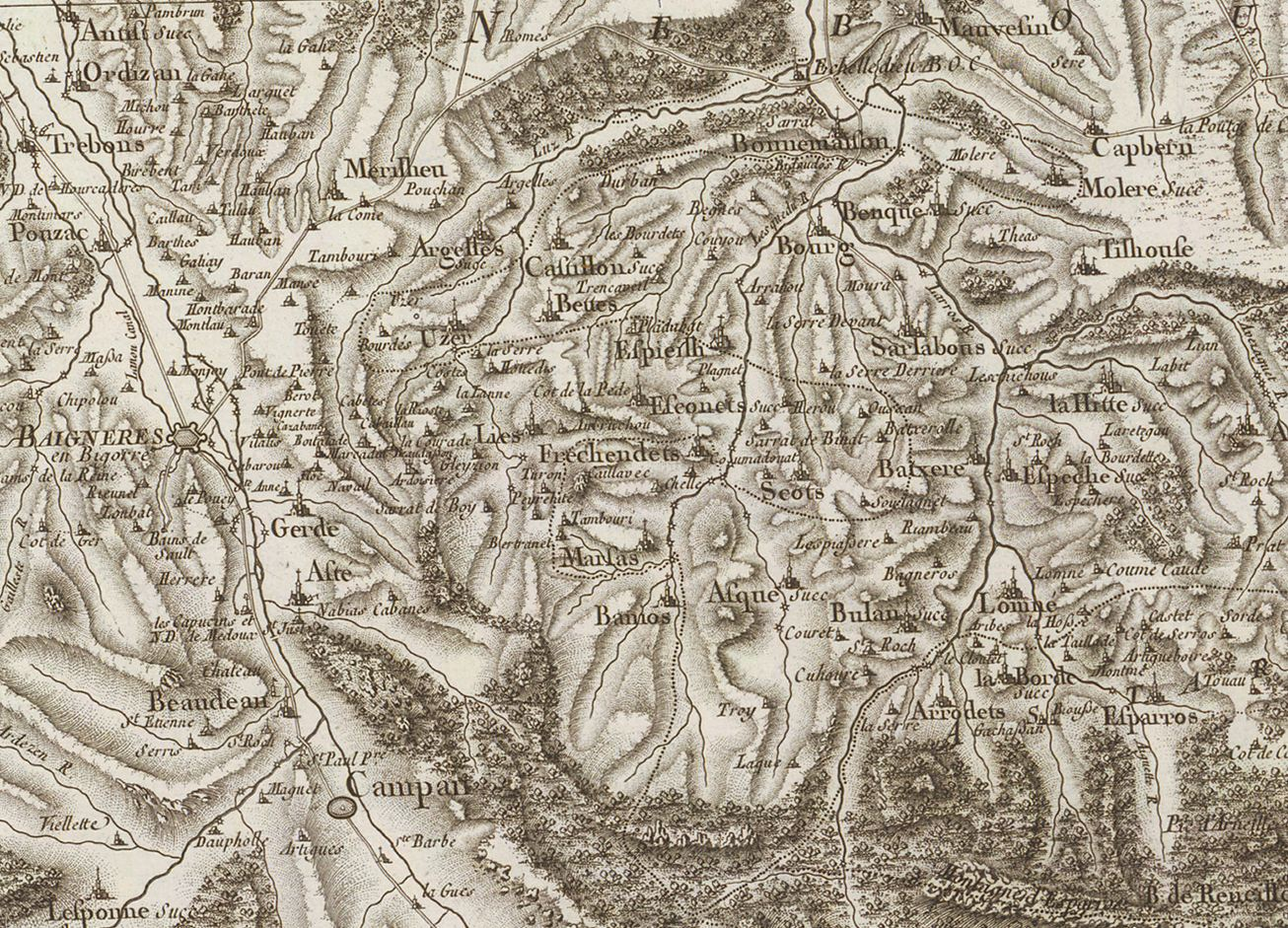
Extrait de la carte de Cassini (entre 1756 et 1789) situant Batsère

On trouvera les principales informations dans le Dictionnaire toponymique des communes des Hautes-Pyrénées de Michel Grosclaude et Jean-François Le Nail qui rapporte les dénominations historiques du village :
Dénominations historiques :
- A Bad Cera, (v. 1200-1230, cartulaire de Bigorre) ;
- Homines de Vallesserra, (1300, enquête Bigorre) ;
- De Batsera, (1313, Debita regi Navarre) ;
- de Bodeserra, (1379, procuration Tarbes).1 ;
- Batxère, (fin XVIIIe siècle, carte de Cassini).

Étymologie : du gascon vath (= vallée) et deuxième partie obscure.
Nom occitan : Vathsèra.

## Histoire
Elle faisait partie de l'ancienne baronnie d'Esparros.

### Cadastre napoléonien de Batsère
Le plan cadastral napoléonien de Batsère est consultable sur le site des archives départementales des Hautes-Pyrénées.

## Politique et administration

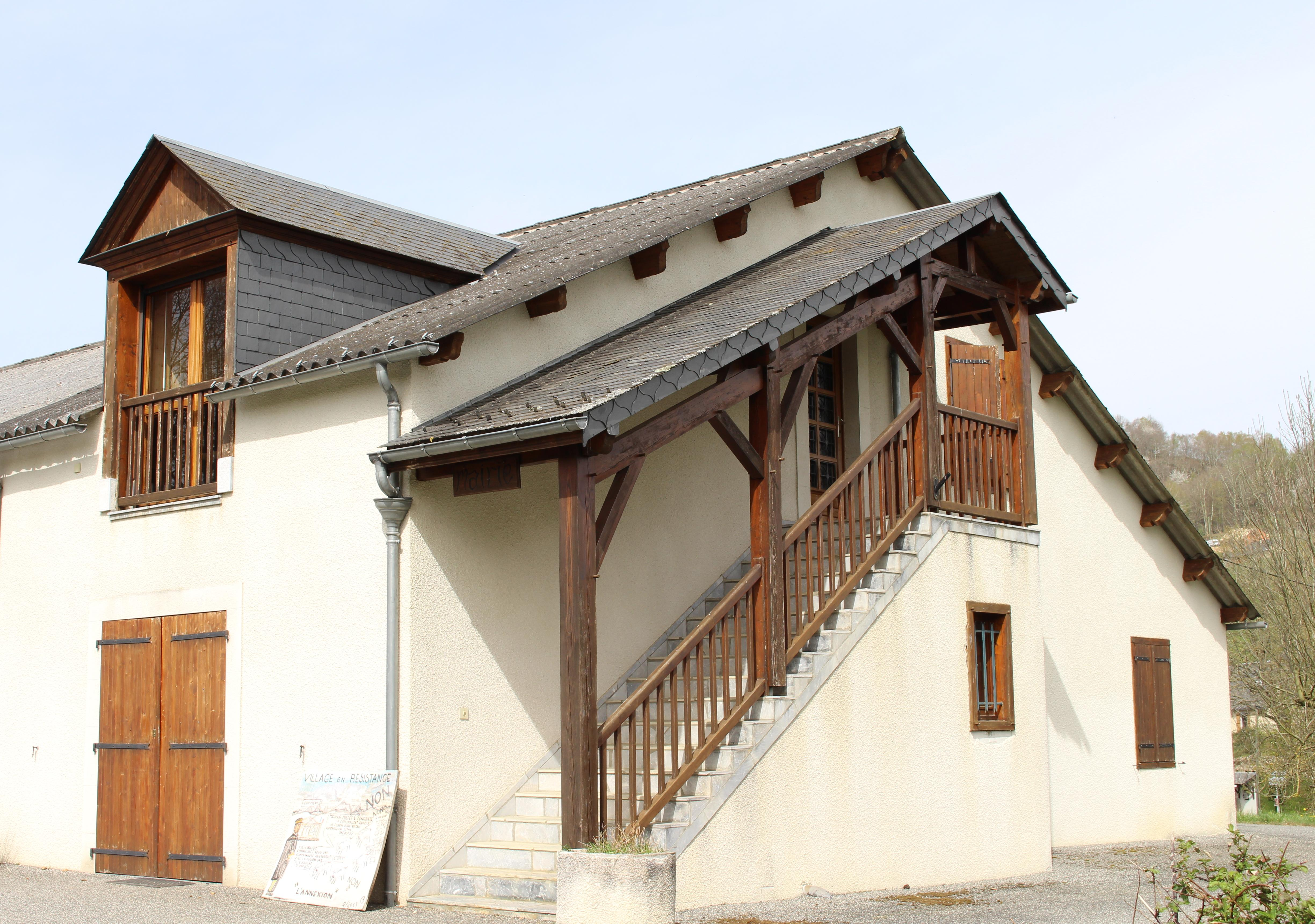
La mairie en 2015.

### Liste des maires
| Période                                  | Période   | Identité       | Étiquette | Qualité |
| ---------------------------------------- | --------- | -------------- | --------- | ------- |
| Les données manquantes sont à compléter. |           |                |           |         |
|                                          |           |                |           |         |
| avant 1988                               | mars 2008 | Jean Lafforgue |           |         |
| mars 2008                                | en cours  | Hervé Carrère  | PCF       |         |

### Rattachements administratifs et électoraux

#### Historique administratif
Sénéchaussée de Toulouse, élection de Nébouzan, viguerie  de Mauvezin, baronnie d'Espèche, canton de Lannemezan, de Bourg (1790), de La Barthe-de-Neste (depuis 1801).

#### Intercommunalité
Batsère appartient à la communauté de communes du Plateau de Lannemezan Neste-Baronnies-Baïses créée en janvier 2017 et qui réunit 57 communes.